# Be My Love (SPEED單曲)
《One More Dream》是日本女子樂團SPEED的第13張單曲。2003年8月27日，在SPEED2000年解散之後第二次再結成時發行。
SPEED在2003年因參加「拯救兒童運動」，幫助亞洲貧困兒童，再次「期間限定」，在解散之後第二次再結成。單曲以Copy Control光盤形式發行。
在Oricon週榜最高排行第2位；在榜期間銷量為126,147張。獲得日本唱片業協會的金唱片認證。
是SPEED第一張在SONIC GROOVE發行的單曲。

## 收錄曲目
1. Be My Love
  - 作詞、作曲：伊秩弘將；編曲：水島康貴
2. 朱夏
  - 作詞、作曲：伊秩弘將；編曲：上杉洋史
3. Be My Love（Instrumental）
4. 朱夏（Instrumental）